# Muddanahalli, Heggadadevankote
Muddanahalli là một làng thuộc tehsil Heggadadevankote, huyện Mysore, bang Karnataka, Ấn Độ.